# Tajná společnost
Tajná společnost je organizace, která své aktivity tají před osobami, které nejsou jejími členy.
Tajné společnosti jsou předmětem mnoha konspiračních teorií, stejně jako námětem řady uměleckých děl. Často jde o bratrstva a jeho členové se pak označují bratři. Často také (alespoň podle konspiračních teorií) provádějí tajné, veřejnosti nepřístupné symbolické rituály.
Historie tajných společností je dlouhá, sahá až do antiky. Ve středověku začaly konspirační teorie s nimi operující a tajné společnosti byly pronásledovány. V Polsku je dodnes ústavou zakázáno fungování „společností, které utajují svou strukturu nebo členstvo“.
Mnoho z nich vzniká mezi studenty, zejména v americkém prostředí, například Lebka a hnáty (Skull and Bones) – tajná společnost smetánky na Yale University.
Společnosti mohou mít různý účel, nejčastější jsou tajné společnosti charitativní (svobodné zednářství), osvícenské (Ilumináti), politické (Ku-Klux-Klan, spiklenecké organizace revolucionářů), mystické (rosenkruciánství), některé tajné společnosti vznikají pouze z recese.

## Tajné společnosti u přírodních národů
V mimoevropském prostředí existuje mnoho tajných společností v subsaharské Africe, Americe a v oblasti Oceánie. Mezi severoamerickými indiány existují především bratrstva medicinmanů, která mají za cíl léčit choroby a chránit kmen před zlými silami. Například u Irokézů to je Společnost nepravých tváří, u Odžibvejů a sousedních algonkinských kmenů společnost Midewiwin, u Kwakiutlů a Sališů společnost Hamatsa,  u prérijních kmenů existovaly společenstva bojovníků a medicinmanů, např. u Lakotů to byli heyókové, tedy posvátní klauni či opačníci. 
Africké tajné společnosti jsou rozšířeny především v západní a střední Africe od Senegalu po Kongo. Některé z nich se věnují školení, přípravě mladých lidí pro samostatný život a provádějí iniciační obřady (často je jejich součástí mužská i ženská obřízka). Další sdružují specializované řemeslníky (léčitele, kováře, řezbáře masek aj.), věnují se pořádkové službě a trestání provinilců nebo náboženským úkonům, např. kněžský řád Ekpo v jižní Nigérii nebo tajné společnosti Dogonů. Obřady a setkávání členů afrických a amerických tajných společností nejsou přístupné lidem zvenčí, jejich členové na veřejnosti vystupují v maskách a jejich soukmenovci předpokládají, že se při rituálech setkávají a radí s duchy. Členové některých tajných společností při obřadech předvádějí posedlost duchy nebo duchy přímo ztotožňují. Většina afrických tajných společností hraje v životě kmene významnou roli a členství v nich je otázkou prestiže. Některé africké tajné společnosti však mají kriminální charakter, které se projevují vydíráním, zastrašování soukmenovců, únosy a vraždami odpůrců a někdy i rituálním kanibalismem. Patří k nim především Leopardí společnosti, které působí v Libérii, Sieře Leone, v minulosti také v Nigérii a Kongu (Anyoto). Byly popsány také krokodýlí (Sierra Leone, Malawi), hyení (Mali, Niger, Etiopie) a lví společnosti (Tanzanie), které se rovněž účastnily rituálních vražd.
V Oceánii jsou nejznámější melanéská tajná společnost Duk-duk a polynéské bratrstvo Ariori.